# Миндров, Евгений Иванович
Евгений Иванович Миндров — советский инженер-конструктор и хозяйственный деятель.

## Биография
Родился в 1910 году в Сызрани. Член КПСС.
Окончил Казанский государственный университет.
В 1931—1938 гг. — конструктор, руководитель бригады крыла и оперения Горьковского авиационного завода № 21 им. С. Орджоникидзе.
В 1938—1941 гг. — начальник конструкторского отдела ОКБ в Долгопрудном Московской области.
В 1941—1949 гг. — начальник конструкторского отдела,
в 1949—1956 гг. — главный инженер, директор, в 1956—1987 гг. — главный конструктор Горьковского авиационного завода имени С. Орджоникидзе.
Лауреат Государственной премии СССР 1980 года закрытым Постановлением Совета Министров СССР и ЦК КПСС.
Умер в 1987 году в Горьком.

## Награды
- Орден Октябрьской Революции
- Орден Отечественной войны II степени (02.07.1945)
- Орден Трудового Красного Знамени (трижды)
- Орден Красной Звезды (21.06.1943)